# كاتسونوري هيراي
كاتسونوري هيراي (باليابانية: 平井克典؛ بالكانا: ひらい かつのり) هو لاعب كرة قاعدة ياباني، ولد في 20 ديسمبر 1991.

## وصلات خارجية
- كاتسونوري هيراي على موقع الدوري الياباني لكرة القاعدة (الإنجليزية)
- كاتسونوري هيراي على موقعبيزبول رفرنس.كوم (الدوري الثانوي) (الإنجليزية)